# London Critics Circle Film Award al film dell'anno
Il London Critics Circle Film Award al film dell'anno è un premio cinematografico assegnato dal 1980 nell'ambito dei London Critics Circle Film Awards.

## Albo d'oro

### Anni 1980
- 1980: Apocalypse Now, regia di Francis Ford Coppola
- 1981: Momenti di gloria (Chariots of Fire), regia di Hugh Hudson
- 1982: Missing - Scomparso (Missing), regia di Costa-Gavras
- 1983: Re per una notte (The King of Comedy), regia di Martin Scorsese
- 1984: Paris, Texas, regia di Wim Wenders
- 1985: La rosa purpurea del Cairo (The Purple Rose of Cairo), regia di Woody Allen
- 1986: Camera con vista (A Room with a View), regia di James Ivory
- 1987: Anni '40 (Hope and Glory), regia di John Boorman
- 1988: La casa dei giochi (House of Games), regia di David Mamet
- 1989: Voci lontane... sempre presenti (Distant Voices, Still Lives), regia di Terence Davies

### Anni 1990
- 1990: Crimini e misfatti (Crimes and Misdemeanors), regia di Woody Allen
- 1991: Thelma & Louise, regia di Ridley Scott
- 1992: Gli spietati (Unforgiven), regia di Clint Eastwood
- 1993: Lezioni di piano (The Piano), regia di Jane Campion
- 1994: Schindler's List - La lista di Schindler (Schindler's List), regia di Steven Spielberg
- 1995: Babe - Maialino coraggioso (Babe), regia di Chris Noonan
- 1996: Fargo, regia di Joel Coen
- 1997: L.A. Confidential, regia di Curtis Hanson
- 1998: Salvate il soldato Ryan (Saving Private Ryan), regia di Steven Spielberg
- 1999: American Beauty, regia di Sam Mendes

### Anni 2000
- 2000: Essere John Malkovich (Being John Malkovich), regia di Spike Jonze
- 2001: Moulin Rouge!, regia di Baz Luhrmann
- 2002: A proposito di Schmidt (About Schmidt), regia di Alexander Payne
- 2003: Master & Commander - Sfida ai confini del mare (Master and Commander: The Far Side of the World), regia di Peter Weir
- 2004: Sideways - In viaggio con Jack (Sideways), regia di Alexander Payne
- 2005: I segreti di Brokeback Mountain (Brokeback Mountain), regia di Ang Lee
- 2006: United 93, regia di Paul Greengrass
- 2007: Non è un paese per vecchi (No Country for Old Men), regia di Joel Coen e Ethan Coen
- 2008: The Wrestler, regia di Darren Aronofsky
- 2009: Il profeta (A Prophet), regia di Jacques Audiard

### Anni 2010
- 2010: The Social Network, regia di David Fincher
- 2011: The Artist, regia di Michel Hazanavicius
- 2012: Amour, regia di Michael Haneke
- 2013: 12 anni schiavo (12 Years a Slave), regia di Steve McQueen
- 2014: Boyhood, regia di Richard Linklater
- 2015: Mad Max: Fury Road, regia di George Miller
- 2016: La La Land, regia di Damien Chazelle
- 2017: Tre manifesti a Ebbing, Missouri (Three Billboards Outside Ebbing, Missouri), regia di Martin McDonagh
- 2018: Roma, regia di Alfonso Cuarón
- 2019: Parasite (Gisaengchung), regia di Bong Joon-ho

### Anni 2020
- 2020: Nomadland, regia di Chloé Zhao
- 2021: Il potere del cane (The Power of the Dog), regia di Jane Campion